# Defy-All
Defy-All is een historisch merk van motorfietsen.
De bedrijfsnaam was: Defy-All Cycle & Motor-Cycle Co. Ltd., Stalybridge.
Constructeur Craddock ontwierp deze eenvoudige motorfietsen, die werden voorzien van de gebruikelijke en meest populaire inbouwmotoren in die tijd: de 269cc-Villiers-tweetaktmotor en 348- en 498cc-Blackburne zijklepmotoren. Ze werden overigens gebouwd bij Supremoco en hadden een "Chain-cum-belt"-aandrijving: kettingaandrijving van krukas naar versnellingsbak en riemaandrijving naar het achterwiel. De productie begon in 1921 maar werd in 1923 weer beëindigd.